# 피흘라야

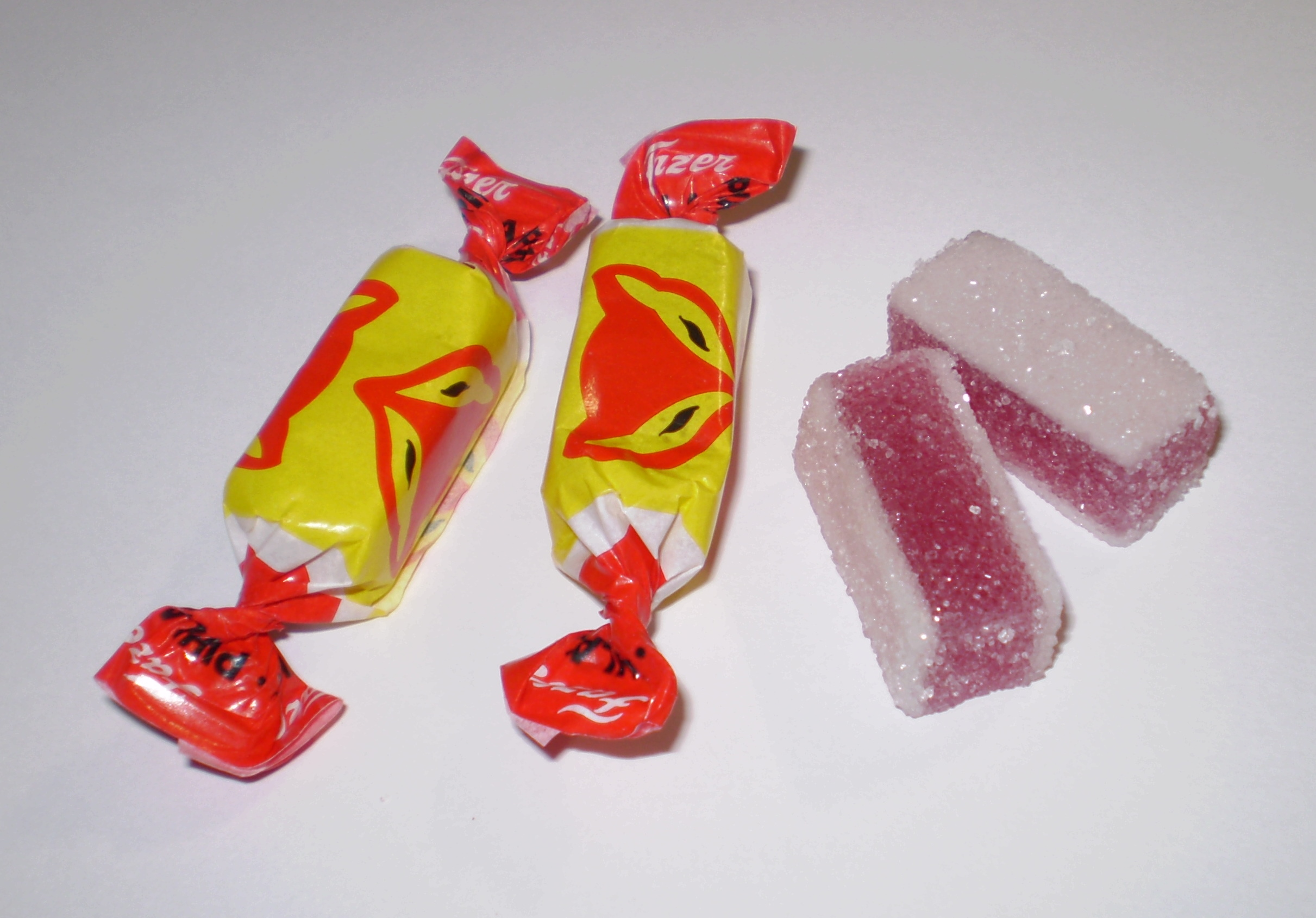

피흘라야(핀란드어: pihlaja→마가목)는 핀란드의 제과기업 파체르에서 제조하는 마말레이드 사탕이다. 1895년부터 생산된 제품으로, 파체르의 가장 오래된 제품이기도 하다. 레시피는 여러 차례 바뀌었다. 붉은여우 그림이 그려진 노란색-빨간색 포장지를 사용하며, 여우사탕(핀란드어: kettukarkki 케투카르키[*])이라고도 한다. 유당이 없으며 글루텐은 0.02% 이하로 매우 적다.
원래는 이름대로 마가목 열매가 함유되어 있었지만 현재는 팜유를 사용한다. 라펜란타의 공장에서 제조되고 있다.